# Rožkovany
Rožkovany (in ungherese Roskovány) è un comune della Slovacchia facente parte del distretto di Sabinov nella regione di Prešov. Fino alla fine della prima guerra mondiale, nel 1918, era parte della contea ungherese di Šariš.
Il suo territorio collinare ha una superficie totale di 1448 ettari ed un livello sul mare compreso tra 356 e 874 m. Si trova a 10 km a nord-ovest di Sabinov, ai piedi dei Carpazi. Ospita una piccola comunità di lingua rutena e di religione greco-cattolica.
Malgrado le dimensioni, ha goduto da sempre di una buona ricettività alberghiera. Ciò in virtù del fatto che, fino all'abolizione della servitù della gleba, nel 1848, che causò una massiccia emigrazione e soprattutto, dopo il dissolvimento dell'Unione Sovietica e la consequenziale divisione della Cecoslovacchia dopo la cosiddetta rivoluzione di velluto, col progressivo avvento delle reti autostradali, aveva costituito un nevralgico snodo commerciale verso molteplici arterie, essendo connessa al Mar Nero ed al Mar Baltico da una vecchia ma strategica rotta commerciale chiamata Via Reale o Kráľovská cesta. 
Difatti dista appena 130 km dalla polacca Cracovia, 230 dalla capitale ungherese Budapest, 300 dalla capitale della stessa Slovacchia Bratislava, 310 dalla ceca Brno, 350 dalla capitale austriaca Vienna, nonché 480 km dalla capitale della Repubblica Ceca Praga. 
Essa insiste in un'area ricca di Castelli, torri di guardia e fortilizi, originariamente di epoca medioevale ma rimaneggiati in itinere, tanto da essere per la maggior parte in eccellenti condizioni conservative. 
Tra i più significativi, nel raggio di 50 km: il Castello Servis, quello di Niedzica ed i ruderi del Castello di Spiš e di Šariš.